# Kočina krajina
Habsburška Srbija ali Kočina krajina (srbsko Кочина крајина, Kočina krajina) je bilo srbsko ozemlje, ustanovljeno med avstrijsko-turško vojno (1788–1791) v Smederevskem sandžaku, Osmansko cesarstvo. Habsburžani so v Krajini ustanovili Srbski svobodni korpus. Najslavnejši kapitan korpusa je bil Koča Anđelković, po katerem je Krajina dobila ime. Krajina je od februarja do 7. septembra 1788 obsegala samo osrednji del Smederevskega sandžaka, med vojno pa se je razširila in postala habsburški protektorat pod vojaško upravo, imenovan Srbija (nemško Serbien). Po umiku Avstrijcev in sklenitvi Sistovskega mirovnega sporazuma leta 1792 je bilo ozemlje vrnjeno Osmanskemu cesarstvu.

## Ozadje

### Srbi
Srbi so aktivno sodelovali v vojnah na Balkanu proti Osmanskemu cesarstvu in organizirali več vstaj. Zaradi vstaj so bili deležni preganjanj in pustošenja svojega ozemlja.  Sledile so velike migracije Srbov na habsburško ozemlje.

### Habsburško-rusko zavezništvo
Leta 1786 so se zaradi konfliktov v Zakavkazju odnosi med Rusijo in Osmanskim cesarstvom zaostrili. Naslednje leto sta se Jožef II. in Katarina II. že drugič sestala na Krimu, kar je spodbudilo Osmansko cesarstvo, da je Rusiji napovedalo vojno. Avstrijci so medtem pripravljali srbske begunce na vojno. 

## Zgodovina

### Kočina krajina
V habsburškem Banatu je bil ustanovljen Srbski svobodni korpus 5.000 vojakov, beguncev, ki so pobegnili med prejšnjimi spopadi v Osmanskem cesarstvu. Korpus naj bi se boril za osvoboditev Srbije in združitev pod Habsburško krono. Vrhovni poveljnik korpusa je bil avstrijski major Mihailo Mihaljević. Med prostovoljci so bili Aleksa Nenadović, Stanko Arambašić, Karađorđe Petrović, Radič Petrović in najvidnejši Koča Anđelković. Avstrijci so korpus uporabili v dveh neuspelih poskusih osvojitve Beograda, prvič konec leta 1787 in drugič na začetku leta 1788.
Avstrijci so to vstopili v vojno februarja 1788, čeprav so takrat že izgubili najboljše možnosti za lahko zmago. Počasne priprave Rusije so namreč Osmanom omogočile koncentriranje njihove vojske v Beogradu. Avstrijci so se zanašali na rusko podporo v Moldaviji, ki se je začela šele konec leta 1788. Zdi se tudi, da Jožef II. ni bil ravno naklonjen vojni proti Osmanom.  Osmani so julija preko Donave vdrli v avstrijski Banat. Čez Donavo je prišlo tudi 50.000 srbskih beguncev, kar je Avstrijcem povzročilo velike logistične težave. Sredi avgusta je Jožef II. poslal v Banat 20.400 vojakov.

### Habsburška okupacija Srbije
8. oktobra 1789 je Ernst Gideon von Laudon zavzel Beograd. Avstrijske sile so zasedle Srbijo, mnogi Srbi iz Svobodnega korpusa, ki se je boril na habsburški strani, pa so pridobili organizacijo in vojaško znanje. Okupatorje je spremljala katoliška cerkev, ki si je prizadevala spreobrniti pravoslavne Srbe v katoliško vero.
Leta 1791 so bili Habsburžani prisiljeni na umik preko Donave in Save. Zaradi strahu pred osmanskim maščevanjem se jim je pridružilo več tisoč srbskih družin. Vojna se je končala s sklenitvijo Sistovskega miru in Srbijo je ponovno zasedlo Osmansko cesarstvo. Srbi so spoznali, da so jih Habsburžani izigrali, in so se po letu 1792 začeli zanašati na pomoč Rusov.

## Posledice
Po vojni je Osmansko cesarstvo Srbom podelilo pravico do pobiranja lokalnih davkov. Razseljeni janičarji, odpuščeni po reorganizaciji osmanske vojske, so se zbrali v Srbiji (Smederevski sandžak) in poskušali preklicati pravice, podeljene Srbom. Ti odpadniški janičarji, imenovani dahije, so umorili kar 150 srbskih voditeljev (knezov), kar je sprožilo Prvo srbsko vstajo (1804). Vodja vstaje Đorđe Petrović je med habsburško okupacijo služboval kot prostovoljec v avstrijski vojski. Vstaja se je razširila v srbsko revolucijo (1804–1817), katere cilj je bil neodvisna Srbija.

## Zapuščina
V Jagodini in Kladovu se v čast upora vsako leto praznujejo "Dnevi Kočine krajina".